# Oakes Ames
Oakes Ames, född 26 september 1874 i North Easton, Massachusetts, död 28 april 1950 i Ormond Beach, Florida, var en amerikansk botaniker som var specialiserad på orkidéer.
Han föddes som yngste son till guvernör Oliver Ames. Oakes Ames utbildades vid Harvard University, erhöll sin kandidatexamen i botanik 1898 och Master of Arts i botanik 1899. 1900 gifte han sig med kvinnorättskämpen Blanche Ames (inget släktskap), vilket ledde till hennes namn som gift, Blanche Ames Ames. 
Ames tillbringade hela sin yrkesverksamma tid vid Harvard, 1911 valdes han in i American Academy of Arts and Sciences. Innan Ames studier och klassifikationer var lite känt om orkidéer. Han gjorde expeditioner till Florida, Karibien, Filippinerna samt Central- och Sydamerika tillsammans med sin hustru som målade vetenskapligt korrekta bilder av plantorna som de samlade in. Paret publicerade Orchidicae: Illustrations and Studies of the Family Orchidicae i sju volymer. De byggde upp ett omfattande herbarium med bibliotek, fotografier och målningar som skänktes till Harvard 1938 (Oakes Ames Orchid Herbarium). Idag innehåller herbariet omkring 131 000 herbarieark, 3 000 blommor i glycerin, 4 000 inlagda exemplar och hundratals teckningar. Biblioteket omfattar omkring 5 000 böcker, särtryck och tidskrifter.
Auktorsnamnet Ames kan användas för Oakes Ames i samband med ett vetenskapligt namn inom botaniken; se Wikipediaartiklar som länkar till auktorsnamnet.